# Chikhli (Navsari)
Chikhli is een census town in het district Navsari van de Indiase staat Gujarat. 

## Demografie
Volgens de Indiase volkstelling van 2001 wonen er 6953 mensen in Chikhli, waarvan 51% mannelijk en 49% vrouwelijk is. De plaats heeft een alfabetiseringsgraad van 81%. 